# Palazzo Mazzetti
O Palazzo Mazzetti  é um palácio barroco de Asti, na Itália, situado na Contrada Maestra (o actual Corso Alfieri). Actualmente, alberga a sede da pinacoteca cívica de Asti.

## História

### A família Mazzetti
A família Mazzetti era uma família nobre proveniente de Chieri e que se estabeleceu em Asti no século XV, quando Nicoletto e Domenico Mazzetti adquiriram algumas propriedades à família Turco. Exerciam as actividades de mercadores e emprestadores de dinheiro. Os Mazzetti de Frinco tinham o privilégio de cunhar moeda, situação que se manteve até 1614, com a revogação do Duque Carlos Emanuel I de Saboia devido às contínuas fraudes e falsificações.

### A construção
Segundo Gabiani, o palacio foi construido sobre as fundações duma sólida casa-forte pertencente à família Turco. Em 1442, aparece um acto de compra dos bens e fundos da família Turco por parte dos Mazzetti de Frinco. É com base neste documento que Gabiani põe a hipótese da venda do palácio, ainda que no acto não seja feita qualquer menção a este.
Segundo as últimas suposições, é provavel que, antes da construção, existissem no local pequenas habitações, por sua vez adquiridas pelos Mazzetti, e que no século XVII tenha começado a fusão dos imóveis com a construção do palácio. Em 1730, foi executada a galeria do primeiro andar, tendo as obras prosseguido, em 1751, com a realização da fachada, da escadaria e dos ambientes a leste da galeria.

## O Museu e a Pinacoteca
O palácio foi adquirido pela Cassa di Risparmio di Asti em 1937. Três anos depois, aquela instituição bancária cedeu o imóvel à Comuna de Asti, para que esta ali instalasse o Museu e a Pinacoteca Cívica. No interior existem algumas secções: 
- a República Astense de 1797, com armas, divisas e documentos;
- as obras em madeira e marfim de Giuseppe Maria Bonzanigo (1745-1820);
- as pinturas da escola piemontesa dos séculos XVII e XVIII;
- as pinturas do pintor astense Michelangelo Pittatore (1825-1903);
- uma secção moderna de gráficos e pintura, com obras de, entre outros, Renato Guttuso (1911-1987).